# Gobierno de la provincia de San Luis

El gobierno de la provincia de San Luis hace referencia al poder ejecutivo de esta provincia argentina. El gobernador de la provincia de San Luis se elige cada cuatro años en comicios libres, secretos y obligatorios, con posibilidad de una sola reelección.

## Reglamento constitucional
El poder ejecutivo provincial es ejercido por un ciudadano con el tratamiento de «Señor Gobernador». El gobernador y vicegobernador son elegidos por un período de cuatro años, permitiéndose la reelección por un solo período consecutivo. Los requisitos que deben cumplir para presentarse al cargo son:
1. Tener al menos treinta años de edad.
2. Ser argentino nativo o por opción.
3. Tener residencia en la Provincia durante los cuatro años anteriores inmediatos a la elección, salvo caso de ausencia motivada por servicios a la Nación o a la Provincia, o en organismos internacionales de los que la Nación forma parte.

El gobernador es el jefe del estado provincial, teniendo a su cargo la administración del mismo y la dirección y ejecución de las leyes. Puede nombrar ministros, en el número y competencias que determine la ley.
El vicegobernador es quien preside la legislatura de la provincia y es el encargado de reemplazar al gobernador en caso de acefalía. 

## Política

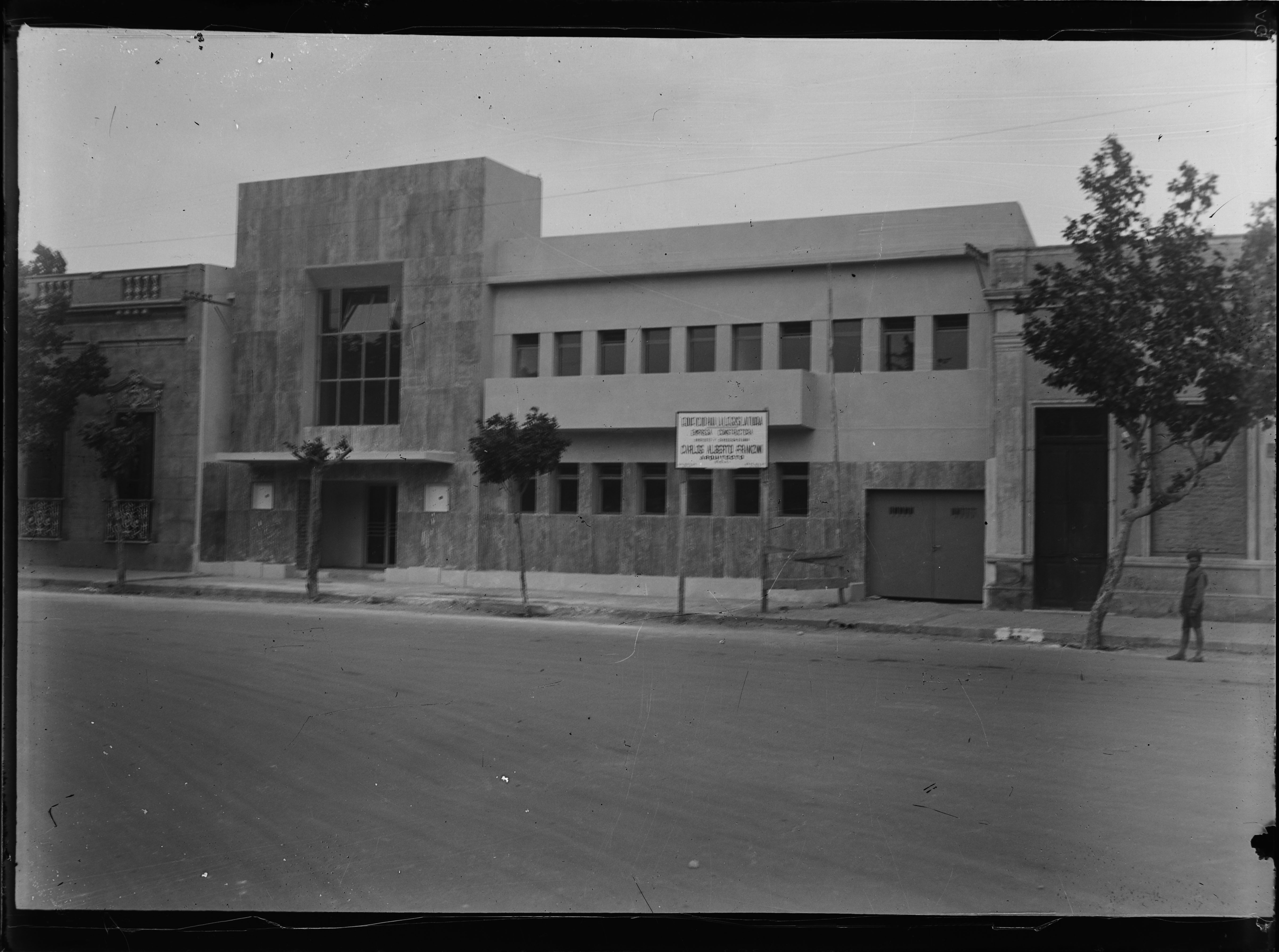
Antigua sede de la legislatura de San Luis.

El Poder Ejecutivo de la provincia de San Luis es ejercido por un gobernador elegido cada cuatro años por elección popular directa. El gobernador es asesorado por un cuerpo de ministros que él mismo designa, presididos por un Ministro Coordinador de Gabinete.
El poder legislativo es ejercido por una legislatura compuesta por 43 diputados, presidida por el vicegobernador.
El poder judicial de la provincia es encabezado por el Tribunal Superior de Justicia, y diversas cámaras de apelaciones y juzgados divididos territorialmente en siete jurisdicciones. El interés público es representado por un Ministerio Público Fiscal. El 9 de junio de 2004, fue sancionada la ley 5651 que establece los tribunales de jurados ciudadanos para entender en ciertas causas criminales. 

## Símbolos

### Escudo
En 1978, bajo la sanción de la Ley Nacional 1.640 y modificado por el decreto provincial N° 800 de 1978 se creó el Día del Escudo de la Provincia de San Luis. 

### Bandera
La bandera de San Luis fue adoptada oficialmente el 22 de junio de 1988. Bajo la Ley Provincial 4810. Donde se declara el 22 de junio de cada año Día de la Bandera de la Provincia de San Luis, en conmemoración a la fecha de sanción de la Ley Nacional Nº 1539 por la cual se creó la Provincia de San Luis en 1594. 

## Autoridades actuales
Desde el 10 de diciembre de 2023 el primer mandatario provincial es el CPN Claudio Javier Poggi; al mismo lo acompaña el vicegobernador Ricardo Endeiza y su gabinete, conformado por un secretario general de la gobernación, nueve ministros y diez secretarios de estado.

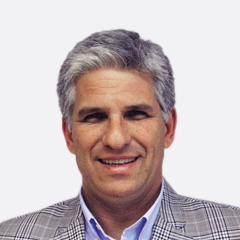
Claudio Poggi, actual gobernador de la Provincia de San Luis.

| Cartera                              | Titular                                |
| ------------------------------------ | -------------------------------------- |
| Secretaria General de la Gobernación | Romina Carbonell                       |
| Hacienda e Infraestructura Pública   | Néstor Ordóñez                         |
| Gobierno                             | Facundo Endeiza                        |
| Salud                                | Cecilia Spagnuolo                      |
| Educación                            | Guillermo Araujo                       |
| Desarrollo Productivo                | Federico Trombotto                     |
| Desarrollo Humano                    | Mónica Becerra (hasta mayo de 2024)    |
| Desarrollo Humano                    | Gustavo Bertolini (desde mayo de 2024) |
| Seguridad                            | Nancy Sosa                             |
| Turismo y Cultura                    | Juan Manuel Rigau                      |
| Ciencia e Innovación                 | Alfonso Vergés (desde junio de 2024)   |

| Secretaría                                     | Titular                  |
| ---------------------------------------------- | ------------------------ |
| Legal y Técnica                                | Fabiana Zárate           |
| Vinculación Interjuridiccional                 | Gabriela González Riollo |
| Actividades Logísticas                         | Harold Bridger           |
| Ambiente y Desarrollo Sustentable              | Federico Cacace          |
| Asuntos Institucionales y Enlace Parlamentario | José Giraudo             |
| Comunicación                                   | Diego Masci              |
| Deporte                                        | Gabriel Rivero           |
| Ética Pública y Control de Gestión             | Ricardo Bazla            |
| Personas con Discapacidad                      | Luis Giraudo             |
| Transporte                                     | Victor Cianchino         |

## Autoridad en Instituciones
El Gobierno de la provincia de San Luis tiene una autoridad total siéndose presidente en las siguientes instituciones:
- DOSEP: Caja de Servicios Sociales
- Banco de San Luis
- Centro de Hospitalidad Social de San Luis